# Tranche
Em administração financeira, uma tranche é uma divisão de um contrato. Fazem-se tranches para separar as peculiaridades de cada contrato como, por exemplo, taxas de juros diferentes para cada montante desembolsado em um determinado período. Mas é constantemente utilizado também para determinar a forma de pagamento parcelado. Por exemplo, uma compra de um terreno pode ocorrer por meio de pagamento de várias tranches. 